# Saint-Martin-sur-Oust
Saint-Martin-sur-Oust (tiếng Breton: Sant-Varzhin-an-Oud) là một xã ở tỉnh Morbihan trong vùng Bretagne tây bắc Pháp. Xã này có diện tích 28,24 km², dân số năm 1999 là 1281 người. Khu vực này có độ cao từ 2-103 mét trên mực nước biển.
Cư dân của Saint-Martin danh xưng trong tiếng Pháp là Martinais.